# مائوریتزیو نری
مائوریتزیو نری (انگلیسی: Maurizio Neri؛ زادهٔ ۲۱ مارس ۱۹۶۵) بازیکن فوتبال اهل ایتالیا است.
از باشگاه‌هایی که در آن بازی کرده‌است می‌توان به باشگاه فوتبال فیورنتینا، باشگاه ورزشی لاتزیو، باشگاه فوتبال آنکونا، باشگاه فوتبال برشا، باشگاه فوتبال رجانا، باشگاه فوتبال پیزا، و باشگاه فوتبال ناپولی اشاره کرد.